# شريكليس المخيف
شريكليس المخيف (بالإنجليزية: Scared Shrekless) هو فيلم هالوين قصير خاص بالتلفزيون مدته 21 دقيقة، تتعين أحداثه بعد شريك 4 بفترة وجيزة، وعُرض لأول مرة على شبكة التلفزيون الأمريكية NBC يوم الخميس 28 أكتوبر 2010.

## طاقم التمثيل
- مايك مايرز بدور شريك
- دين إدواردز بدور حمار
- كاميرون دياز بدور فيونا
- أنطونيو بانديراس بدور القط ذو الجزمة
- كودي كاميرون بدور بينوكيو / الخنازير الثلاثة الصغيرة
- كونراد فيرنون بدور رجل الزنجبيل / رجل الكعك
- كريستوفر نايتس بدور الفئران المكفوفين الثلاثة
- آرون وارنر بدور الذئب

## وصلات خارجية
- شريكليس المخيف على موقع IMDb (الإنجليزية)
- شريكليس المخيف على موقع ألو سيني (الفرنسية)
- شريكليس المخيف على موقع قاعدة بيانات الفيلم (الإنجليزية)
- شريكليس المخيف على موقع ليتربوكسد (الإنجليزية)
- شريكليس المخيف على موقع كينوبويسك (الروسية)

1. ↑  وصلة مرجع: http://www.wanna.tt.lt/filmas-892-%C5%A0rekas-helovynas-scared-shrekless.html.